# Tanjungan (Kemlagi)
Tanjungan is een bestuurslaag in het regentschap Mojokerto van de provincie Oost-Java, Indonesië. Tanjungan telt 2730 inwoners (volkstelling 2010).